# Michele Giustiniani
 (mars 2022).
Si vous disposez d'ouvrages ou d'articles de référence ou si vous connaissez des sites web de qualité traitant du thème abordé ici, merci de compléter l'article en donnant les références utiles à sa vérifiabilité et en les liant à la section « Notes et références ».
Michele Giustiniani (né le 10 avril 1612 à Gênes, en Ligurie, alors dans la république de Gênes et mort v. 1680, à Rome, dans les États pontificaux) est un écrivain et historien italien du XVIIe siècle.

## Biographie
Né à Gênes en 1612, dans une famille patricienne qui se vante de descendre des anciens souverains de l’île de Chios, Michele Giustiniani fait ses études sous la direction de Bartolomeo Giustiniani, son cousin, évêque d'Avellino, et se rend ensuite à Rome pour y prendre ses degrés en droit. Destiné à l'état ecclésiastique, il en porte l’habit depuis l’âge de treize ans, et jouit déjà de plusieurs bénéfices dans le royaume de Naples. Dezio Giustiniani, son cousin, évêque d'Aléria (en Corse), le choisit pour son grand vicaire ; et après la mort de Dezio, le pape Innocent X le charge de l'administration du diocèse pendant la vacance du siège. Son goût pour la retraite lui fait refuser tous les emplois ; retiré à Rome il y partage son temps entre ses devoirs et la culture des lettres, et meurt vers 1680.

## Œuvres
Michele Giustiniani laissa en manuscrit quarante-quatre ouvrages dont on trouvera la liste dans la Bibliothèque napolitaine de Toppi, t. 1er, p. 115. Parmi ceux qu’il a fait imprimer :
- La Vie de Bartolomeo Giustiniani, évêque d’Avellino, à la tête d’un recueil de Sonnets de ce prélat ; et celle du père Giorgio Giustiniani, jésuite, au-devant de ses Œuvres spirituelles ;
- Dell’origine della Madonna di Costantinopoli, o sia d’Istria, e delle di lei pretese traslationi libri due, Rome, 1637, in-8° ;
- Costitutioni Giustiniane ecclesiastiche, istruttive e precettive, Avellino, 1638, in-4°. C’est le recueil des règlements et statuts publiés par les différents prélats de la famille Giustiniani.
- La Scio sacra del rito latino, ibid., 1638, in-4° ;
- Historia del contaggio d’Avellino, Rome, 1662, in-12. C’est la description de la peste qui ravagea la ville d’Avellino pendant les années 1636 et 1637. De’ vescovi et de governatori di Tivoli libri due ; imprimés à la suite de l’Histoire de cette ville par Francesco Marzi, Rome, 1663, in-4° ;
- Gli scrittori Liguri, parte prima, ibid., 1667, in-4°, rare. La seconde partie est restée manuscrite : c’est la bibliographie des écrivains de la côte de Gênes ; Tiraboschi dit qu’elle aurait besoin d’être refaite et corrigée soigneusement.
- Lettere memorabili, Rome, 1673, trois parties, in-12 ; Naples, 1685, 2 vol. in-12.